# Soyouz 15
Soyouz 15 est un vol du programme spatial de l'Union soviétique lancé le 26 août 1974.
Le vaisseau est utilisé pour conduire l'équipage vers la station Saliout 3, lancée en juin, mais la mission est un échec, le pilote ne parvenant pas à amarrer son vaisseau à la station. 

## Équipage
Les nombres entre parenthèses indiquent le nombre de vols spatiaux effectués par chaque individu jusqu'à cette mission incluse.
| Équipage principal                  | Équipage doublure            |
| ----------------------------------- | ---------------------------- |
| Lev Demin (1) Gennadi Sarafanov (1) | Boris Volynov Vitali Jolobov |

Comme l'équipage de Soyouz 14, celui-ci est exclusivement composé de militaires.

## Contexte
Le contexte est le même que celui de la mission Soyouz 14, qui s'est déroulée le mois précédent.

## Objectifs
Le séjour à bord de Saliout 3 est censé durer 25 jours. 
Aucune information n'est communiquée concernant les objectifs mais, en raison de la composition de l'équipage, on peut supposer que la mission était essentiellement d'ordre militaire.

## Déroulement du vol
Le décollage se passe normalement, de même que le début de l'approche de Saliout 3. Celle-ci comprend trois phases :
- la première quand le Soyouz réduit sa distance de 25 à 3km ;
- la suivante, quand les engins ne sont plus distants que de 3km à 300m ;
- la phase finale, qui se joue entre 300m et le contact.

C'est durant ce dernier moment qu'un problème survient : le contrôle-commande du système Igla subit un dysfonctionnement et bascule dans le mode de la première phase : alors que Soyouz n'est plus qu'à 350m de Saliout, Igla se comporte comme s'il en était à 20km. Il envoie donc un ordre de démarrage du moteur principal SKD, qui donne au vaisseau une vitesse relative de 72km/h, bien trop importante. A ce moment, ni l'équipe au sol, ni l'équipage ne comprennent ce qui se passe, car aucune anomalie n'est signalée.
Avec sa vitesse, Soyouz-15 pourrait entrer en collision violente avec Saliout. Toutefois, comme Igla fonctionne sur le mode "longue distance", il donne également une vitesse latérale au vaisseau, lequel passe ainsi à 40 mètres de la station avant de s'en éloigner d'environ 2 à 3km.
Demine procède alors à une deuxième tentative, en recourant à nouveau au système automatique, mais il se produit exactement la même chose.
Quand les contrôleurs au sol réalisent que le système Igla est défaillant et qu'ils donnent à Demine l'ordre d'opérer une troisième tentative sur le mode manuel, mais Demine ne reçoit pas ces instructions car le message est interrompu du fait que Soyouz sort alors de la zone de visibilité radio. La marge d'autonomie du Soyouz se réduisant, Demine prend l'initiative d'opérer un troisième essai sur le mode automatique et il échoue à nouveau, pour les mêmes raisons. 
Quand l'équipage reprend le contact avec le sol, l'équipe de contrôle constate que les trois tentatives ont consommé la totalité des réserves d'ergols prévues pour les opérations de rendez-vous et qu'il ne reste plus dans les réservoirs que la quantité nécessaire pour rentrer sur Terre. Demine reçoit alors l'ordre d'abandonner la jonction et de revenir sur Terre.
La rentrée dans l'atmosphère se passe normalement mais les derniers moments du vol sont particulièrement mouvementés en raison des conditions météorologiques et également du fait qu'ils se déroulent de nuit (ce qui constitue d'ailleurs en soi une première). Toutefois, les avions de recherche repèrent la cabine  et un hélicoptère se pose à proximité quelques minutes seulement après son atterrissage.
Le communiqué officiel de l'agence Tass se borne à indiquer que les cosmonautes « ont achevé leurs travaux à bord du vaisseau Soyouz 15 » et qu'ils ont réalisé « des expériences scientifiques et techniques pour mettre au point les manœuvres et l'arrimage avec la station Saliout 3 à des régimes variés ». La phrase habituelle précisant que le programme de vol a été réalisé est omise, laissant les médias occidentaux spéculer sur les causes de défaillance ayant abrégé le vol.

## Suites du vol
Une commission d'enquête est créée après le retour de l'équipage et Vladimir Chatalov, responsable de l'entrainement des cosmonautes,  insiste pour que le rapport final mentionne la non-exécution de l'ordre de passage en mode manuel, qu'il avait proposé avant même la deuxième tentative. Le rapport préconise qu'une équipe spécifiquement dédiée aux opérations d'amarrage soit désignée pour chaque vol et que l'on se conforme à ses avis.
Lors de sa visite aux États-Unis en septembre 1974, Vladimir Chatalov précise que l'échec du nouveau système de rendez-vous entièrement automatique expérimenté par Soyouz 15 ne compromet pas la mission conjointe Apollo-Soyouz prévue pour l'année suivante. 
Ni Demine ni Sarafanov ne retourneront dans l'espace.
Quant à la station Saliout 3, elle est détruite le 24 janvier 1975, sans avoir accueilli d'autre équipage que celui de Soyouz 14 pendant moins de deux semaines.

## Paramètres de la mission
- Périgée : 173 km
- Apogée : 236 km
- Période : 88.5 minutes